# Breaker’s (игра)
Breaker's (яп. ブレイカーズ Бурэйка:дзу, «Разрушитель») — игра в жанре файтинг разработанная компанией Visco, выпущенная на платформу Neo Geo 17 декабря 1996 года. Домашние версии были выпущены на консоль Neo Geo 21 марта, 1997 года, и для Neo Geo CD 25 апреля, 1997 года.
Дополнение под названием Breaker's Revenge (яп. ブレイカーズリベンジ Бурэйка:дзу Рибэндзи, «Месть Разрушителя») выпущено эксклюзивно для аркадных автоматов 3 июля, 1998 года.

## Геймплей
Управление очень напоминает ранние игры SNK Playmore серии Fatal Fury (в частности, Fatal Fury 2, Fatal Fury Special, и Fatal Fury 3). Как и в других играх той эры каждый персонаж может выполнить специальную атаку путём накопления достаточного количества энергии (датчик мощности может быть наполнен только до трёх уровней). В режиме одиночной игры, если искусственный интеллект использует того же самого персонажа что и игрок, персонаж управляемый искусственным интеллектом будет иметь другое имя. Домашние версии были выпущены для Neo Geo AES и Neo Geo CD. Обе версии оснащены опцией со звуковым тестом, позволяющий игроку прослушать мелодии, звуковые эффекты, и голоса. Версия CD включает в себя режимы два-на-два и выживание. Также в версии CD теперь доступен Байху, последний босс игры.

### Breaker’s Revenge
Breaker’s Revenge — дополнение к Breaker’s, выпущенное эксклюзивно для аркадных автоматов. Включает нового персонажа по имени Сайдзо и делает последнего босса Байху играбельным персонажем. Также Revenge имеет несколько незначительных изменений в геймплее и дизайне уровней.

## Сюжет
Объявлен большой всемирный турнир который привлекает множество мастеров со всего земного шара. Одни ищут славы, богатства, другие мести. А спонсор турнира на самом деле злой дух, который овладел телом современного человека из Гонконга, добившись невероятных достижений в чёрной магии…

### Основные персонажи
Оригинальный Breaker’s включает список из восьми персонажей и одного босса, которым можно играть только в домашних версиях. Кроме того, каждый играбельный персонаж имеет альтернативную версию самого себя в режиме одиночной игры с другим именем и цветом костюма. В Breaker’s Revenge появляется один новый персонаж, а также босс теперь играбелен с самого начала.
- Сё Камуи (яп. 神威 翔 Камуи Сё:) — главный герой игры. Молодой каратист из Японии, странствующий по миру в поисках силы. В Crystal Legacy, он известен как Такэси Камуи (яп. 神威 武 Камуи Такэси).
- Ли Даолун (кит. 李 刀龍) — соперник Сё. Молодой корейский мастер практикующий китайские боевые искусства под названием «Пустая рука». В Crystal Legacy, его зовут Пяо Дуншэн (кит. 朴 東勝), и он носит слегка иной наряд.
- Тиа Ланграй (яп. ティア・ラングレー Тиа Рангурэ:) (сэйю: Минако Аракава[яп.]) — женщина боец из Таиланда практикующая тайский бокс. Входит в турнир чтобы спасти своего брата. В Crystal Legacy её зовут Шелли Тарлар, имя которое ныне отдано её альтернативной версии.
- Пьел Монтарио (яп. ピエール・モンタリオ Пиэ:ру Монтарио) — итальянский дворянин, сражающийся с оружием фехтовальщика (скорее всего шпага или сабля). В Crystal Legacy, его имя записано как Пьер Монталио, «л» и «р» были поменяты местами.
- Кондор Хидз (яп. コンドル・ヘッズ Кондору Хэддзу) — индейский боец сражающийся в стиле борьбы. В Crystal Legacy, он известен как Рэд Гигэрс, имя отданное его альтернативной версии.
- Шейх Махал (яп. シーク・マハール Си:ку Маха:ру) — коренастый араб сражающийся с ятаганом, он также может плеваться огнём и раздувать себя как воздушных шар. В Crystal Legacy, его имя Саль Махал (яп. サージ・マハール Са:дзи Маха:ру).
- Рила Эстансия (яп. ライラ・エスタンシア Райра Эсутансия) — защитница дикой природы и лесов Амазонки, атакующая с невероятной скоростью и острыми как бритва когтями. В Crystal Legacy, она известна как Вирго Сандра, имя отданное её альтернативной версии.
- Алсион III (яп. アルシオンⅢ世 Арусион Сансэй) — нежить из древнего Египта, может растягивать свои конечности, электризоваться, и выпускать яды. В отличие от других персонажей, в Crystal Legacy, его имя осталось неизменным.
- Хуан Байху (кит. 黄 白虎) — последний босс игры. Предположительно сильнейший мастер боевых искусств в мире, он злой дух, который убил отца Даолуна и завладел его телом. В Crystal Legacy, его зовут Достов.
- Тобикагэ Сайдзо (яп. 飛影 才蔵 Тобикагэ Сайдзо:) — ниндзя, который хочет отомстить Байху за своих товарищей. Его специальные атаки используют силуэты разных животных. Он единственный новый персонаж в Breaker’s Revenge.

### Клоны персонажей
Во время одиночного режима игры, вместо того, чтобы сражаться с клоном своего персонажа, игрок встречает альтернативную версию с другим именем и цветом наряда. И несмотря на то, что у этих клонов другие имена и истории, они ничем не отличаются от оригинальных персонажей.
- Дзин Савамура (яп. 沢村 陣 Савамура Дзин) — альтернативная версия Сё, назван в честь одного из сотрудников компании Visco. Он как и Сё является каратистом, а также большой фанат поп-рок группы Tube (яп. チューブ Тю:бу).
- Ван Люкай (кит. 王 劉凱) — альтернативная версия Даолуна, хотя он не имеет к нему никакого отношения. Он обижен на свою девушку за то что она бросила его. Он мечтает стать сэйю (актёр озвучивания).
- Шелли Тарлар (яп. シェリー・ターラー Сэри: Та:ра:) — альтернативная версия Тии. Шелли женщина кикбоксер, которая когда-то выступала с братом Тии на турнире, а также местная знаменитость в своём родном городе. Она обладает так называемым «самоцветом воды».
- Джордж (яп. ジョルジュ Дзёрудзю) — альтернативная версия Пьела. Джордж француз, которого когда-то ограбили во время поездки в Италию, и с тех пор затаил ненависть к итальянцам.
- Рэд Гигэрс (яп. レッドギガース Рэддогига:су) — альтернативная версия Кондора. Он отдалённый родственник Кондора с которым он разделяет общее происхождение клана. Обладает так называемым «самоцветом Земли».
- Джавар (яп. ジャバァ Дзяба:) — альтернативная версия Махала. Он весёлый мясник, который использует нож для разделки мяса в качестве боевого оружия.
- Вирго Сандра (яп. ヴァーゴ・サンドラ Ва:го Сандора) — альтернативная версия Рилы. Женщина на которую было возложено «лесное племя», когда она была сиротой её воспитывал гигантский змей. Она обладает так называемым «зелёным самоцветом». Её фамилия, «Сандра» происходит от деревни, где она живёт.
- Атум (яп. アトゥーム Ато:му) — альтернативная версия Алсиона. Фанат древней цивилизации, вырядившийся под мумию. Пока он пребывает в этой форме, он может использовать технику «Фараон тайдзюцу». На самом деле, он потомок Алсиона III.
- Юкикагэ (яп. 雪影) — альтернативная версия Сайдзо. Как и Сайдзо, появляется только в Breaker’s Revenge. Остаётся загадкой: является ли он настоящим ниндзя или просто ряженный фанатик.

## Разработка
Breaker’s первоначально был объявлен в 1993 году под названием Crystal Legacy на английском, и Tenrin no Syo Chicago (яп. 天麟の書　死華護) на японском языке. Игра была анонсирована Byakuya Shobo в выпуске Game Hisshō Guide (яп. ゲーム必勝ガイド) в 1993 году, а в Game Center Tenkoku (яп. ゲーセン天国) опубликовано издательством Tokuma Shoten, в том же году появился первый скриншот из игры. В журнале Super Gamers от издательства Geibunsha было выпущено руководство по стратегии для этого прототипа, которое отличалось от выпущенной версии, имея датчик для специальных атак только одного уровня, другие команды ввода и названия приёмов для некоторых персонажей.
Tenrin no Syo прошло тестирование в июне 1994 года в игровом центре Famil возле станции Синамати, а после показано на AM Show в том же году, в конце концов игра была модернизирована и переименована в Breaker’s.